# Афонские подворья

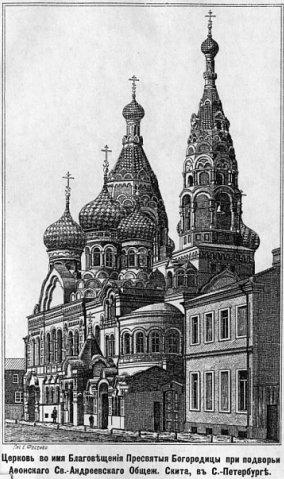
Санкт-Петербург. Церковь Благовещения Пресвятой Богородицы. Гравюра 1900-х годов

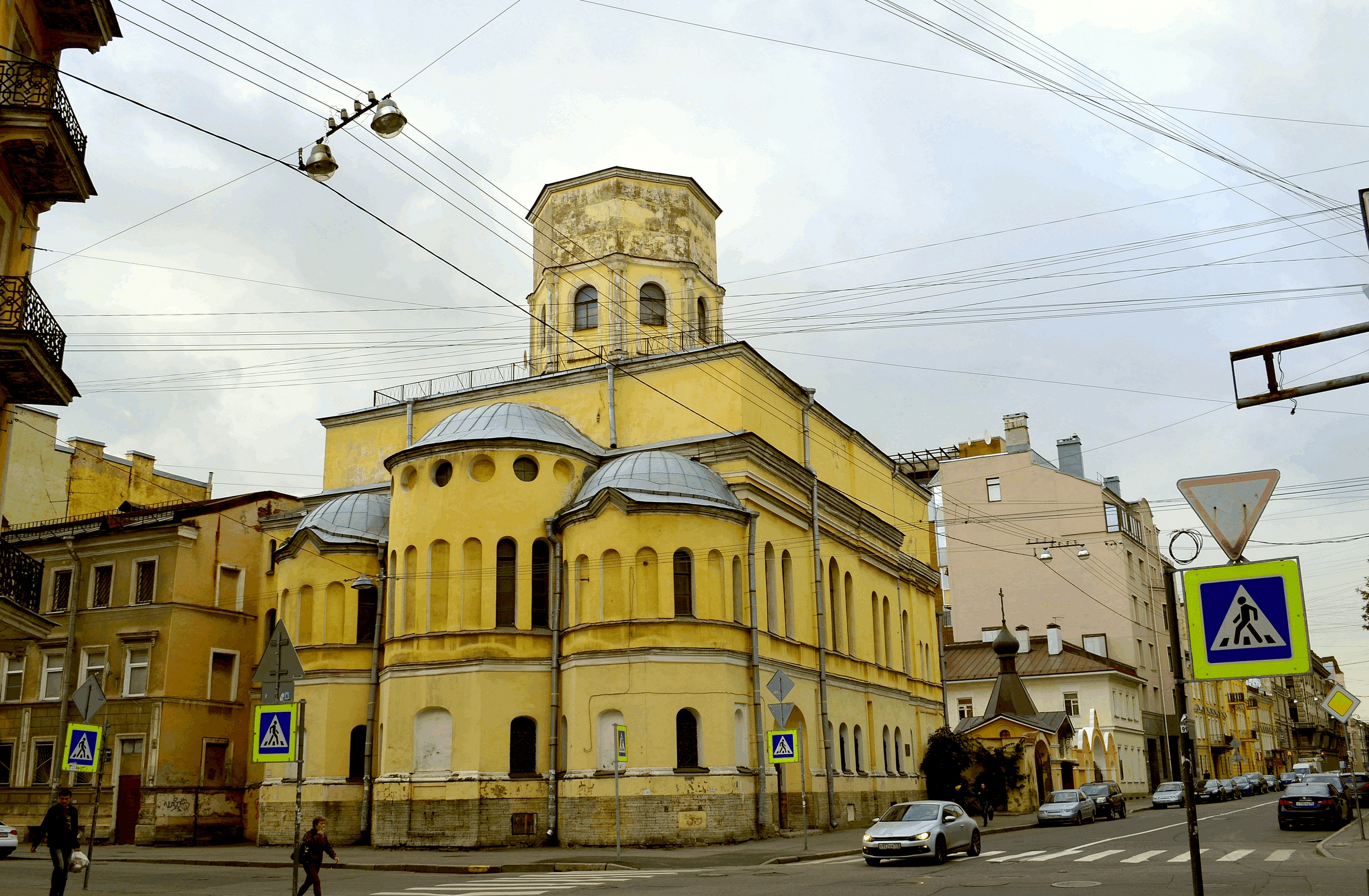
Санкт-Петербург. Архиерейское подворье храма Благовещения Пресвятой Богородицы. 2015 год

Афонские подворья это представительство, связующее звено между афонскими монастырями и внешним миром. Располагаются в разных странах, в городах либо в сельской местности. Служат для распространения афонской монашеской традиции, ведения сельскохозяйственной деятельности (в частности, метохи), сбора пожертвований. Иногда использовались для проживания паломников, направляющихся на Святую Гору Афон.

## Старо-Афонское подворье в Санкт-Петербурге
Подворье афонского Андреевского скита (Старо-Афонское подворье) располагалось в Санкт-Петербурге на углу Дегтярной и 5-й Рождественской улиц и включало церковь Благовещения Пресвятой Богородицы. Эта церковь построена в память о спасении императора Александра III и царской семьи при крушении императорского поезда в 1888 году.
Участок для подворья был подарен в 1879 году купчихой А. У. Джамусовой. Строительство подворья и храма Благовещения стало возможным после крупного пожертвования (2 400 000 рублей), сделанного предпринимателем и меценатом И. М. Сибиряковым, который позднее стал монахом Андреевского скита. Первым начальником подворья и строителем его был архимандрит Давид (Мухранов). Часть этих денег пошла на строительство самого подворья, а половина суммы была передана в скит для строительства Андреевского собора.
8 сентября 1889 года митрополит Исидор (Никольский) совершил чин закладки храма, а 22 декабря 1892 митрополит Палладий (Раев) освятил трехпрестольный Благовещенский храм. Иконы для иконостаса были написаны афонскими монахами.
После революции, при митрополите Серафиме (Чичагове), монахи в 1929 году были изгнаны из подворья, а в 1933 году арестованы, храм был закрыт в том же году. Подворье было перестроено и до лета 2016 года его занимал Центральный архив научно-технической документации. В 2007 году подворье посетили монахи с Афона, привозившие в Санкт-Петербург честную главу св. Пантелеймона. Святогорцы внимательно и благоговейно осмотрели помещения подворья, внутренний дворик, поражаясь как умело на малой площади были размещены монастырские постройки и в центре Петербурга создан настоящий афонский скит.
В августе 2016 года церковь была передана Санкт-Петербургской митрополии и началось восстановление. Сейчас это Архиерейское подворье храма Благовещения Пресвятой Богородицы. Первым настоятелем возрождающегося подворья стал иеромонах Григорий (Сысоев). В храме проходят регулярные богослужения.

## Ново-Афонское подворье в Санкт-Петербурге
Подворье Ново-Афонского Симоно-Кананитского монастыря располагалось в Санкт-Петербурге по адресу: Забалканский (ныне Московский) проспект, 25, угол 2-й роты Измайловского полка (ныне 2-й Красноармейской улицы) и включало церковь Иверской иконы Божией Матери вместительностью 2500 человек. Подворье с восьмиглавым храмом и колокольней было заложено в 1886 году и освящено в 1888 году. Главный придел в честь Иверской иконы Божией Матери, южный – св. Пантелеймона, северный – св. Симона Кананита. В начале XX века был устроен и освящен еще один придел – св. Алексия Человека Божия. По требованию советских властей с осени 1919 года Иверский храм стал приходским, в 1930 году был закрыт и в середине 1930-х годов перестроен в промышленное здание, церкви не возвращался. В настоящее время (2025) здесь располагается бизнес-центр «Московский 25».

## Подворье Пантелеймонова монастыря в Санкт-Петербурге

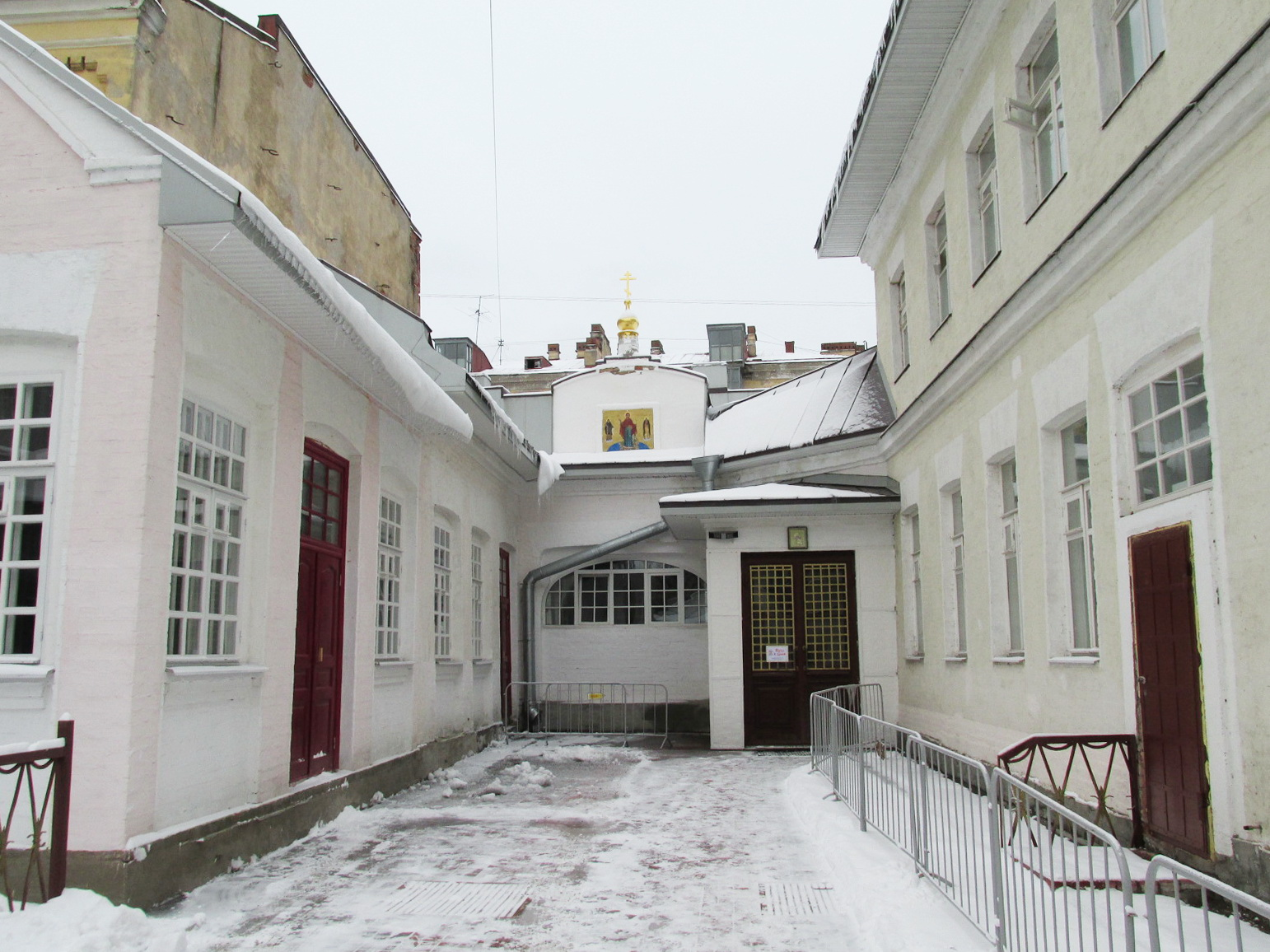
Санкт-Петербург. Церковь Всех Афонских Святых и келейный корпус (справа).

Храм Всех Афонских Святых является действующим подворьем русского афонского Свято-Пантелеймонова монастыря (располагается по адресу Санкт-Петербург, 5-я Советская ул., д. 29 лит А). Подворье также включает часовню св. Андрея Первозванного и келейный корпус. Современное Пантелеймоновское подворье занимает часть территории дореволюционного Старо-Афонского подворья.

## Одесские Афонские подворья
Афонское Пантелеймоновское подворье, было основано в Одессе в 1876 году рядом с железнодорожным вокзалом.
Уже через несколько лет слава о Пантелеймоновском подворье разнеслась по всей губернии, а затем и по всей России. Начал возрастать поток паломников. Иногда, после прибытия в Одессу, им приходилось ждать отправки морем по несколько месяцев…
Небольшого здания не хватало, и, поэтому, были открыты еще два подворья, читай — гостиницы, Афонское-Ильинское и Афонское-Андреевское.
Своего пика паломничество русских в Афон, Константинополь (Стамбул), Иерусалим достигло в последней четверти XIX столетия. Благодаря пожертвованиям одесских граждан Пантелеймоновское подворье продолжало разрастаться.

Так, владелец крупнейшего в те времена на юге России канатного завода, Яков Александрович Новиков, подарил церковной гостинице свой участок земли со следующей дарственной надписью: 
«…для устройства церкви и служб, в которых начальствующим монастыря встретится надобность в видах доставления паломникам, путешествующим к Святым местам, приюта и душевного упокоения…»

В 1893 году, на средства Афонского Пантелеймоновского монастыря, в Одессе, опять-таки на землях подворья, был заложен большой храм. 9 мая 1893 года «Одесский вестник» сообщал: 
«Все сооружение строится таким образом, чтобы два нижние этажа по фасаду были заняты жилым помещением; церковь расположится над жильем, будет высока и в состоянии вместить в себе до 5000 богомольцев».
Жилое помещение новой церкви могло принимать до 600 постояльцев, но и эту помощь богомольцам хозяева подворья сочли недостаточной. Скоро они предприняли попытку выстроить собственный корабль для перевозки паломников. Эти благородные деяния были прерваны начавшейся Первой Мировой войной…
До революции 1917 года в Одессе было три подворья русских афонских обителей, и паломники, отправлявшиеся в Святую землю, могли остановиться и отдохнуть от долгого путешествия. Несколько тысяч человек из России ежегодно посещали Палестину. Названия только некоторых пароходов, перевозивших русских богомольцев: «Владимир», «Лазарев», «Олег», «Одесса», «Константин», «Паллада», «Таврида», «Царь», «Цесаревич», «Чихачев» и др.

## Константинопольские Афонские подворья
В стамбульском районе Каракей (Галата), расположены три афонские подворья — Андреевское, Ильинское и Пантелеймоновское. По сути, — это гостиницы в которых несколько дней отдыхали паломники после утомительного путешествия морем. Небольшие церкви, были размещены на верхних этажах обычных жилых домов, и лишь небольшие купола с крестами на крышах зданий позволяют определить местонахождение этих монастырских представительств.

## Московское Афонское подворье
Подворье афонского Свято-Пантелеймоновского монастыря в Москве ведёт своё начало с сентября 1879 года, когда известная благотворительница Акилина Алексеевна Смирнова подарила монастырю под размещение подворья небольшую городскую усадьбу на Большой Полянке.

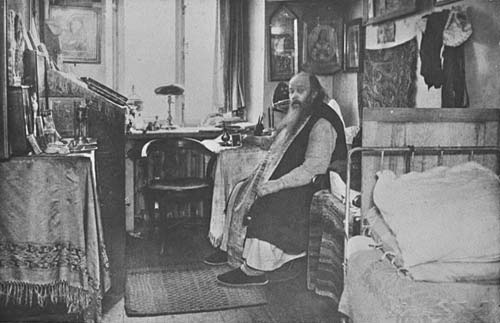
Аристоклий (в миру Алексий Михайлович Амвросиев, 1846—1908) — схимомонах, старец

С 1891 по 1894 настоятелем подворья был преподобный Аристоклий, старец Афонский и Московский чудотворец (в миру — Алексей Алексеевич Амвросиев, 1838—1918 гг.). Ещё в 1887 году отец Аристоклий привозил в Москву масличную ветвь с места усечения св. вмч. Пантелеимона Целителя. Несколько лет отец Аристоклий возглавлял подворье и был настоятелем афонской часовни святого великомученика и целителя Пантелеимона в Китай-городе на ул. Никольской. Первоначально часовня Пантелеймоновского монастыря была построена при Богоявленском монастыре, на том месте, где на Никольскую улицу выходил монастырский участок (современный дом № 6), в 1873 г. по проекту П. П. Зыкова. Часовня была совсем небольшой, а молящихся в ней всегда было множество. В 1880 г. потомственный почетный гражданин И. И. Сушкин, чей брат, архимандрит Макарий, был настоятелем Русского Афонского Пантелеймоновского монастыря, пожертвовал монастырю участок земли в конце Никольской улицы у Владимирской башни, и там в 1881 г. началось строительство грандиозного сооружения — новой часовни св. Пантелеймона. Автор проекта, архитектор А. С. Каминский, задумал создать новую высотную доминанту в архитектуре Москвы, отмечавшую выход Никольской к Лубянской площади и перекликавшуюся с целой системой вертикалей Китай-города. Причем А. С. Каминский полностью перенес фасад старой Пантелеймоновской часовни на фасад своего здания.
Старец Аристоклий обладал даром исцеления и прозорливости и принимал ежедневно сотни людей, нуждающихся в помощи.
Стараниями отца Аристоклия с 1888 года на подворье начал издаваться журнал «Душеполезный Собеседник», который рассказывал о жизни русских монахов на Святой Горе, знакомил с жизнеописаниями афонских подвижников, с письмами старцев к своим духовным чадам. Благодаря изданию журнала русские монастыри на Афоне стали пополняться новыми послушниками, на щедрые пожертвования россиян восстанавливались пострадавшие от пожаров монастырские постройки, возводились новые храмы. В 1894 году после ложного доноса старцу пришлось покинуть Москву и вернуться на Афон.
Через пять лет собор духовников Свято-Пантелеимонова монастыря вновь назначил старца Аристоклия настоятелем Афонского подворья, и с 29 ноября 1909 года старец пребывает в Москве. По возвращении старца тысячи людей вновь стали приходить на подворье.
С 1909 по 1918 на подворье были построены два трехэтажных здания. В одном из них разместилась библиотека. Другое было отдано под богоугодные заведения, а на третьем этаже, в одной из угловых комнат, батюшка устроил домовую церковь в честь особо почитаемой и любимой им иконы Божией Матери «Скоропослушница». Храм был освящен уже после смерти старца — 30 сентября 1918 года чин освящения совершил Святейший Патриарх Московский и всея Руси Тихон.

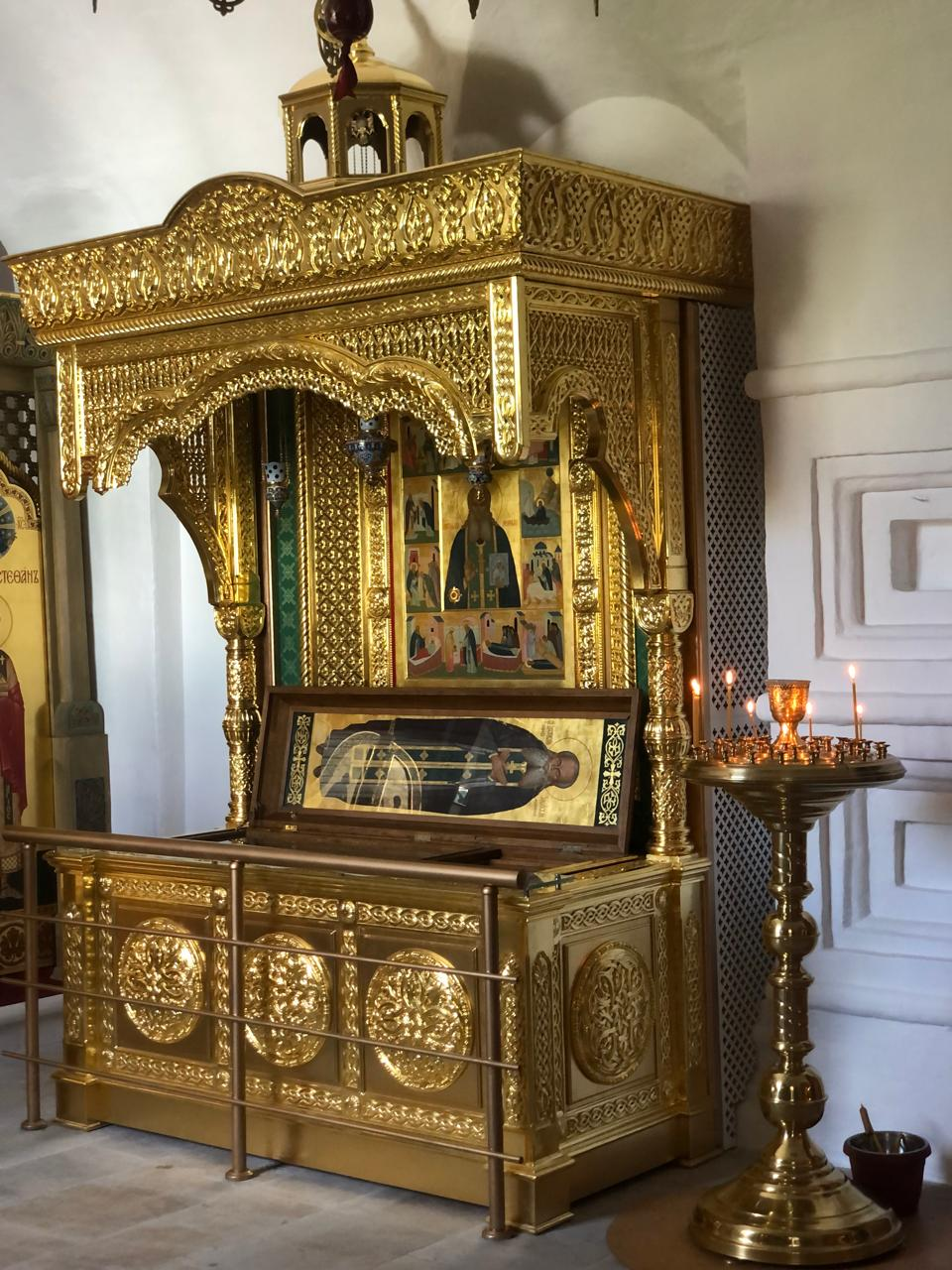
Рака с мощами преподобного Аристоклия в храме великомученика Никиты Афонского подворья, Москва

24 августа/6 сентября 1918 старец скончался. Первоначально он был похоронен в мраморном склепе усыпальницы подворья, в 1923 году духовные чада старца перезахоронили его на Даниловском кладбище Москвы. 6 сентября 2004 года Аристоклий был прославлен в лике местночтимых святых Москвы и Московской епархии.
После революции, когда все монастырские владения подлежали национализации, а домовые церкви — ликвидации, на подворье начались обыски, аресты, конфискации. В январе 1919 года был арестован настоятель Пантелеимоновой часовни иеромонах Макарий.. В зданиях бывшего подворья ныне находится жилой дом, а вместо часовни св. Пантелеймона — чахлый сквер.
Храм Никиты Мученика на Швивой горке за Яузой (Афонское подворье) — православный храм Покровского благочиния Московской епархии с 1992 года стал подворьем Афонского Пантелеймонова монастыря. В 2004 году на подворье были перенесены мощи св. Аристоклия.
В историческом здании Афонского подворья (1-й Хвостов переулок дом 3 строение 1) сейчас расположен Музей русского Афона. На верхнем этаже здания восстановлен Храм в честь иконы Божией Матери «Скоропослушница».

## Киевское Афонское подворье
21 октября 2012 года в Киеве при храме святителя Михаила было открыто подворье Пантелеимонова монастыря.
19 июня 2014 года решением Синода УПЦ скит прп. Силуана Афонского, открытый 5 января 2013 года в с. Загребля, Житомирской области, был присоединен к Киевскому подворью Свято-Пантелеимонова монастыря Св. Горы Афон. В скиту хранятся частицы мощей, привезенные со Святой Горы, а также чудотворные иконы. Есть чудотворный источник и купальня.

## Афонские подворья в Греции
- Благовещенский монастырь (Ормилия),

См. также статью о архимандрите Эмилиане (Вафидисе).

## Афонские подворья во Франции
Французскими насельниками афонского монастыря Симонопетра созданы во Франции следующие подворья: мужской монастырь в честь преподобного Антония Великого в горном массиве Веркор (1978) со скитом преподобной Марии Египетской на острове Поркероль (1996) и два женских монастыря: Преображенский в Террассоне (1978) и Покровский в Солане (1985). Богослужения в подворьях совершаются по афонскому уставу на французском языке.